# Estación Munro
Munro es una estación ferroviaria ubicada en el barrio homónimo, partido de Vicente López, Provincia de Buenos Aires, Argentina.

## Ubicación
Se encuentra en la intersección de la Avda. Vélez Sársfield y Sargento Baigorria, en el barrio de Munro.
Es atravesada por tres pasos a nivel: dos vehiculares, sobre las avenidas Vélez Sársfield y Carlos Villate, y uno peatonal, a la altura de la calle Guillermo Marconi, en el sector sur de la estación.
Entre la estación anterior, Florida y esta discurre una tercera vía, actualmente con uso solamente de lunes a viernes en hora pico, para evitar la sobrecarga de pasajeros en un mismo tren. En estos casos, Munro actúa como punto de comienzo hasta la estación Del Viso, en el partido del Pilar.
El único tramo que se utiliza es el que se encuentra en la estación, donde suelen detenerse cargueros de la empresa estatal Trenes Argentinos Cargas y trenes de Vía y Obra, aparte de utilizarse en casos de contingencia por accidentes en la línea.

## Servicios
Es una estación intermedia del servicio diésel metropolitano que se presta entre las estaciones Retiro y Villa Rosa.
De lunes a viernes, en horas pico, actúa como cabecera entre esta y la estación Del Viso.

## Toponimia
Su nombre recuerda a Duncan McKay Munro (1844-1929), antiguo vecino y administrador del Ferrocarril Central Córdoba.

## Imágenes

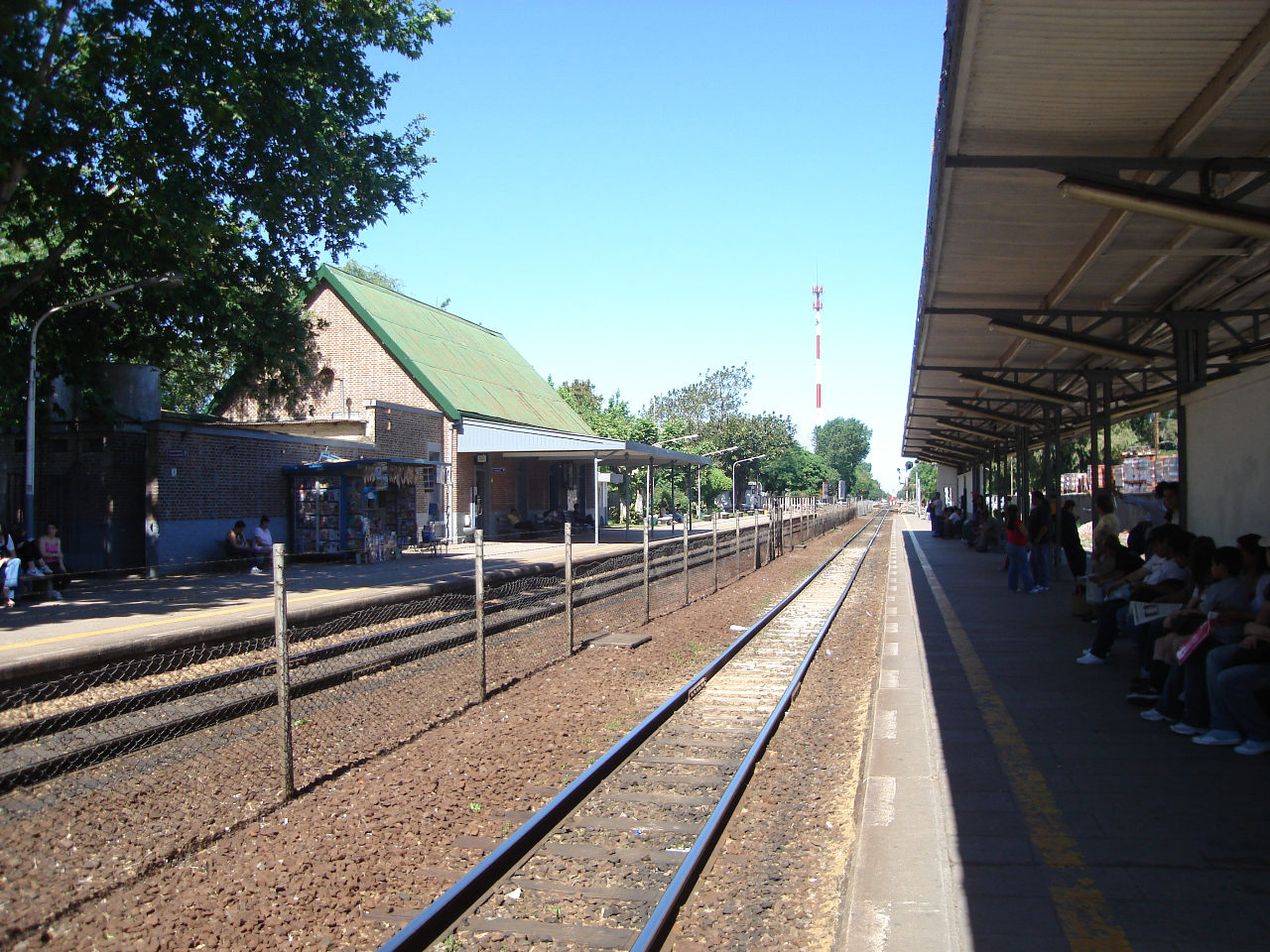
Otra vista de la Estación.